# Halidesmus coccus
Halidesmus coccus är en fiskart som beskrevs av Richard Winterbottom och Randall, 1994. Halidesmus coccus ingår i släktet Halidesmus och familjen Pseudochromidae. Inga underarter finns listade i Catalogue of Life.